# Конофитум
Конофи́тум (лат. Conophýtum) — это род растений, принадлежащих к семейству Аизовые. Представители являются листовыми суккулентами и встречаются в Намибии и Капской провинции ЮАР. Род отличается высоким видовым разнообразием, включая 111 подтвержденных видов, и является одним из самых многочисленных в семействе Аизовые.

## Название
Родовое латинское (научное) название Conophytum происходит от греческих слов konos, — «конус», и phyton, — «растение». Название связано с конусовидной формой многих представителей этого рода, которая образуется благодаря слиянию пары листьев.
Русскоязычное название является транслитерацией латинского.

## Описание
Каждое растение рода состоит из пары округлых сросшихся листьев, формирующих сердцевидное, обратно-конусовидное или шаровидное тело. Короткий стебель находится под землёй. Размеры растений варьируют от нескольких миллиметров до 5—10 см. Листья могут иметь разнообразные оттенки, начиная от светло-зеленых и заканчивая коричневыми, а у многих видов они покрыты зелеными крапинками. Цветки могут быть белыми, желтыми, лиловыми, красными или оранжевыми.
Как и у многих представителей семейства Аизовые, у конофитума наблюдается явно выраженный цикл развития. В отличие от литопсов, большинство видов конофитума активно растет в зимние месяцы. Точные временные рамки этого цикла развития сложно определить из-за многообразия видов и их характеристик.
В период покоя, который приходится на летние месяцы в Европе, внутри старого растения начинает формироваться новый организм. Этот новый организм постепенно извлекает из старого все необходимые вещества, оставляя только кожицу, которая со временем высыхает и служит защитой для молодого растения от солнечной жары и избыточного испарения воды. Большинство видов этого рода начинают активный рост с августа и продолжают его до марта. Оптимальная температура для этого периода составляет около 10-12°С.

## Комнатная культура
Разные виды конофитумов имеют разные потребности в воде, поэтому универсальные рекомендации по поливу неприменимы. Для их размножения в условиях культуры используются как семена, так и метод черенкования.
Зачастую конофитумы попадают в частные коллекции прямо из среды обитания в Южной Африке, что ставит под угрозу естественную популяцию растений.

## Виды
Согласно данным базы данных WFO Plantlist на июнь 2023 года, этот род включает в себя 111 видов:
- Conophytum achabense S.A.Hammer
- Conophytum acutum L.Bolus
- Conophytum albiflorum (Rawe) S.A.Hammer
- Conophytum angelicae (Dinter & Schult.) N.E.Br.
- Conophytum antonii S.A.Hammer
- Conophytum armianum S.A.Hammer
- Conophytum auctum Rawé
- Conophytum auriflorum Tischer
- Conophytum bachelorum S.A.Hammer
- Conophytum bicarinatum L.Bolus
- Conophytum bilobum (Marloth) N.E.Br.
- Conophytum blandum L.Bolus
- Conophytum bolusiae Schwantes
- Conophytum breve N.E.Br.
- Conophytum brunneum S.A.Hammer
- Conophytum burgeri L.Bolus
- Conophytum calculus (Berger) N.E.Br.
- Conophytum caroli Lavis
- Conophytum carpianum L.Bolus
- Conophytum chauviniae (Schwantes) S.A.Hammer
- Conophytum chrisocruxum S.A.Hammer
- Conophytum chrisolum S.A.Hammer
- Conophytum comptonii N.E.Br.
- Conophytum concavum L.Bolus
- Conophytum × cupreiflorum Tischer
- Conophytum densipunctatum L. Bolus
- Conophytum depressum Lavis
- Conophytum devium G.D.Rowley
- Conophytum ectypum N.E.Br.
- Conophytum ernstii S.A.Hammer
- Conophytum ficiforme (Haw.) N.E.Br.
- Conophytum flavum N.E.Br.
- Conophytum fraternum (N.E.Br.) N.E.Br.
- Conophytum friedrichiae (Dinter) Schwantes
- Conophytum frutescens Schwantes
- Conophytum fulleri L.Bolus
- Conophytum globosum (N.E.Br.) N.E.Br.
- Conophytum gratum (N.E.Br.) N.E.Br.
- Conophytum halenbergense (Dinter & Schwantes) N.E.Br.
- Conophytum hammeri G.Will. & H.C.Kenn.
- Conophytum herreanthus S.A.Hammer
- Conophytum hians N.E.Br.
- Conophytum hyracis S.A.Hammer
- Conophytum irmae S.A.Hammer & Barnhill
- Conophytum jarmilae Halda
- Conophytum joubertii Lavis
- Conophytum khamiesbergense (L.Bolus) Schwantes
- Conophytum klinghardtense Rawé
- Conophytum limpidum S.A.Hammer
- Conophytum literatum N.E. Br.
- Conophytum lithopoides L.Bolus
- Conophytum loescheanum Tischer
- Conophytum longum N.E.Br.
- Conophytum luckhoffii Lavis
- Conophytum lydiae (Jacobsen) G.D.Rowley
- Conophytum marginatum Lavis
- Conophytum × marnierianum Tischer & H.Jacobsen
- Conophytum maughanii N.E.Br.
- Conophytum meyerae Schwant.
- Conophytum meyeri N.E.Br.
- Conophytum microstigmum L. Bolus
- Conophytum minimum (Haw.) N.E.Br.
- Conophytum minusculum (N.E.Br.) N.E.Br.
- Conophytum minutum (Haw.) N.E.Br.
- Conophytum mirabile A.R.Mitch. & S.A.Hammer
- Conophytum noisabiense L. Bolus
- Conophytum novicum N.E. Br.
- Conophytum obcordellum (Haw.) N.E.Br.
- Conophytum obscurum N.E.Br.
- Conophytum orbicum N. E. Br. & Tischer
- Conophytum pageae (N.E.Br.) N.E.Br.
- Conophytum pellucidum Schwantes
- Conophytum phoeniceum S.A.Hammer
- Conophytum pillansii Lavis
- Conophytum piluliforme (N.E.Br.) N.E.Br.
- Conophytum pium S.A.Hammer
- Conophytum praesectum N.E.Br.
- Conophytum pubescens (Tischer) G.D.Rowley
- Conophytum pubicalyx Lavis
- Conophytum quaesitum (N.E.Br.) N.E.Br.
- Conophytum ratum S.A.Hammer
- Conophytum reconditum A.R.Mitch.
- Conophytum regale Lavis
- Conophytum ricardianum Losch & Tischler
- Conophytum robustum Tischer
- Conophytum roodiae N.E.Br.
- Conophytum rubrolineatum Rawé
- Conophytum rugosum S.A.Hammer
- Conophytum saxetanum (N.E.Br.) N.E.Br.
- Conophytum schlechteri Schwantes
- Conophytum semivestitum L.Bolus
- Conophytum smorenskaduense de Boer
- Conophytum stephanii Schwantes
- Conophytum stevens-jonesianum L.Bolus
- Conophytum subfenestratum Schwantes
- Conophytum subterraneum Smale & T.Jacobs
- Conophytum swanepoelianum Rawé
- Conophytum tantillum N.E.Br.
- Conophytum taylorianum (Dinter & Schwantes) N.E.Br.
- Conophytum truncatum (Thunb.) N.E.Br.
- Conophytum turrigerum (N.E.Br.) N.E.Br.
- Conophytum udabibense Loesch & Tischer
- Conophytum uviforme (Haw.) N.E.Br.
- Conophytum vanheerdei Tischer
- Conophytum vanzijlii Lavis
- Conophytum varians L. Bolus
- Conophytum velutinum Schwantes
- Conophytum verrucosum (Lavis) G.D.Rowley
- Conophytum violaciflorum Schick & Tischer
- Conophytum wettsteinii (Berger) N.E.Br.

- Conophytum minutum
- Conophytum bilobum
- Conophytum burgeri
- Conophytum obcordellum
- Conophytum wettsteinii